# Língua volow
Volow (pronúncia IPA - βʊˈlʊw; antes conhecida como Valuwa ou Valuga) é uma língua oceânica, uma variante da língua mwotlap que foi usada na área de Aplow, na parte oriental da ilha Motalava, em Vanuatu.

## Sociolinguística
O Volow foi absorvido pela língua agora dominante na área, o Mwotlap.  Agora só é lembrada por um único falante passivo, que vive na aldeia de Aplow - o novo nome do que era anteriormente conhecido como Volow.
A semelhança de Volow com Mwotlap é tal que as duas línguas podem ser consideradas dialetos de uma única língua.

## Fonologia
Volow, como Mwotlap, tem 7 vogais fonêmicas, que são todas monotongos:
|              | Anteriort | Posterior |
| ------------ | --------- | --------- |
| Fechada      | i         | u         |
| Meio Fechada | ɪ         | ʊ         |
| Meio Aberta  | ɛ         | ɔ         |
| Aberta       | a         | a         |

A linguagem também tem uma consoante tipologicamente rara: uma labializada arredondada], pré-nasalizada sonora lábio-velar plosiva [ᵑᵐɡ͡bʷ]: e.g. [n.lɛᵑᵐɡ͡bʷɛβɪn] “woman” (spelled n-leq̄evēn in the local orthography).